# Zemský okres Vysoký Sauerland
Zemský okres Vysoký Sauerland (německy Hochsauerlandkreis) je zemský okres v německé spolkové zemi Severní Porýní-Vestfálsko, ve vládním obvodu Arnsberg. Sídlem správy zemského okresu je město Meschede. Má přibližně 269 tisíc obyvatel. 

## Města a obce
| Města: 1. Arnsberg 2. Brilon 3. Hallenberg 4. Marsberg 5. Medebach 6. Meschede 7. Olsberg 8. Schmallenberg 9. Sundern (Sauerland) 10. Winterberg | Obce: 1. Bestwig 2. Eslohe (Sauerland) |